# 王钧 (1971年)
王钧（1971年10月—），男，汉族，甘肃陇南人，中共党员，中华人民共和国政治人物。

## 生平
王钧出生于甘肃省武都县，早年在天水师专（今天水师范学院）中文系汉语言文学专业学习，毕业后从政并在武都县安化镇人民政府、县政府办公室、陇南地区行署办公室等地任职，2002年出任中共成县县委副书记，2006年升任中共康县县委副书记、县人民政府县长，并于2010年1月升任康县党委书记。2011年11月，升任天水市人民政府副市长。
2016年，王钧来到定西市，先后出任该市党委常委、纪委书记以及市人民政府常务副市长，2020年9月出任中共金昌市委副书记、市人民政府市长，2021年7月升任中共金昌市委书记，2024年5月，任甘肃省人民政府副省长，同年7月，不再兼任中共金昌市委书记。